# Älgön (Mälaren)
Älgön er en ø i Mälaren på 146 hektar i Ytterenhörna socken. Der findes dådyr og andet vildt på øen som jages. Et glasværk fandtes på øen 1594–1601(14).